# Spillningsmalar
Spillningsmalar, Holcopogonidae är en underfamilj av fjärilar, som beskrevs av Otto Staudinger 1879. Spillningsmalar ingår i familjen guldfläcksmalar (Autostichidae), överfamiljen Gelechioidea, ordningen fjärilar, klassen egentliga insekter, fylumet leddjur och riket djur. Enligt Catalogue of Life är spillningsmalar  en egen familj istället för underfamilj..

## Dottertaxa till spillningsmalar
Denna förteckning upptar de ingående släktena i underfamiljen spillningsmalar (Holcopogonidae). För enskilda arter, se respektive artikel.
- Arragonia Amsel, 1942
- Charadraula Meyrick, 1931
- Gigantoletria
- Gobiletria
- Heringita Agenjo, 1953
- Hesperesta Gozmány, 1978
- Holcopogon Staudinger, 1879
- Ilionarsis
- Oecia Walsingham, 1897
- Turatia Turati, 1926